# Thyriopsis halepensis
Thyriopsis halepensis är en svampart som först beskrevs av Mordecai Cubitt Cooke, och fick sitt nu gällande namn av Theiss. & Syd. 1915. Thyriopsis halepensis ingår i släktet Thyriopsis och familjen Asterinaceae.   Inga underarter finns listade i Catalogue of Life.